# Geschützter Landschaftsbestandteil Quellregion Elftertbach
Der Geschützte Landschaftsbestandteil Quellregion Elftertbach mit 0,39 ha Flächengröße liegt südöstlich von Altenfeld im Stadtgebiet von Winterberg. Das Gebiet wurde 2008 bei der Aufstellung vom Landschaftsplan Winterberg durch den Kreistag des Hochsauerlandkreises als Geschützter Landschaftsbestandteil (LB) ausgewiesen. Der LB ist im Norden und Nordosten vom Landschaftsschutzgebiet Bödefelder Mulde (Winterberg) und sonst vom Landschaftsschutzgebiet Winterberg umgeben.

## Gebietsbeschreibung
Es handelt sich um die Quellregion mit Sickerquellen des Elftertbaches im Ebental, die in einer binsenreichen verbrachten Nassgrünlandbrache liegt. Die Quellregion ist zum Großteil ein gesetzlich geschütztes Biotop nach § 30 BNatSchG.